# Yannick Schmid
Yannick Schmid (Lucerna, 11 maggio 1995) è un calciatore svizzero, difensore del Wil.

## Caratteristiche tecniche
È un difensore centrale.

## Carriera

### Club
Cresciuto nelle giovanili del Lucerna, ha esordito in prima squadra l'8 maggio 2016 disputando l'incontro di Super League vinto 2-1 contro il Vaduz.

## Palmarès

### Club
- Coppa del Liechtenstein: 1

Vaduz: 2021-2022